# Gâteau Fanta
 (janvier 2025).
Un gâteau Fanta (allemand : Fantakuchen) est un gâteau originaire d'Allemagne, réalisé à base de génoise. L'ingrédient principal est le Fanta, une boisson gazeuse qui crée une texture plus moelleuse que les gâteaux éponge classiques en raison de l'effervescence. Le gâteau est garni soit d'un simple glaçage au citron, soit d'une couche crémeuse composée de crème sure épaisse, de crème fouettée, de sucre et de mandarines en conserve. Il est généralement servi lors de fêtes d'anniversaire ou de ventes de pâtisseries.
Fanta a été développé par la branche allemande de The Coca-Cola Company durant la Seconde Guerre mondiale, car les embargos commerciaux rendaient certaines composition des boissons gazeuses et difficiles à obtenir dans l'Allemagne nazie. Le Fanta est devenu populaire comme boisson et comme édulcorant dans d'autres plats, comme les gâteaux,.

## Gâteaux similaires

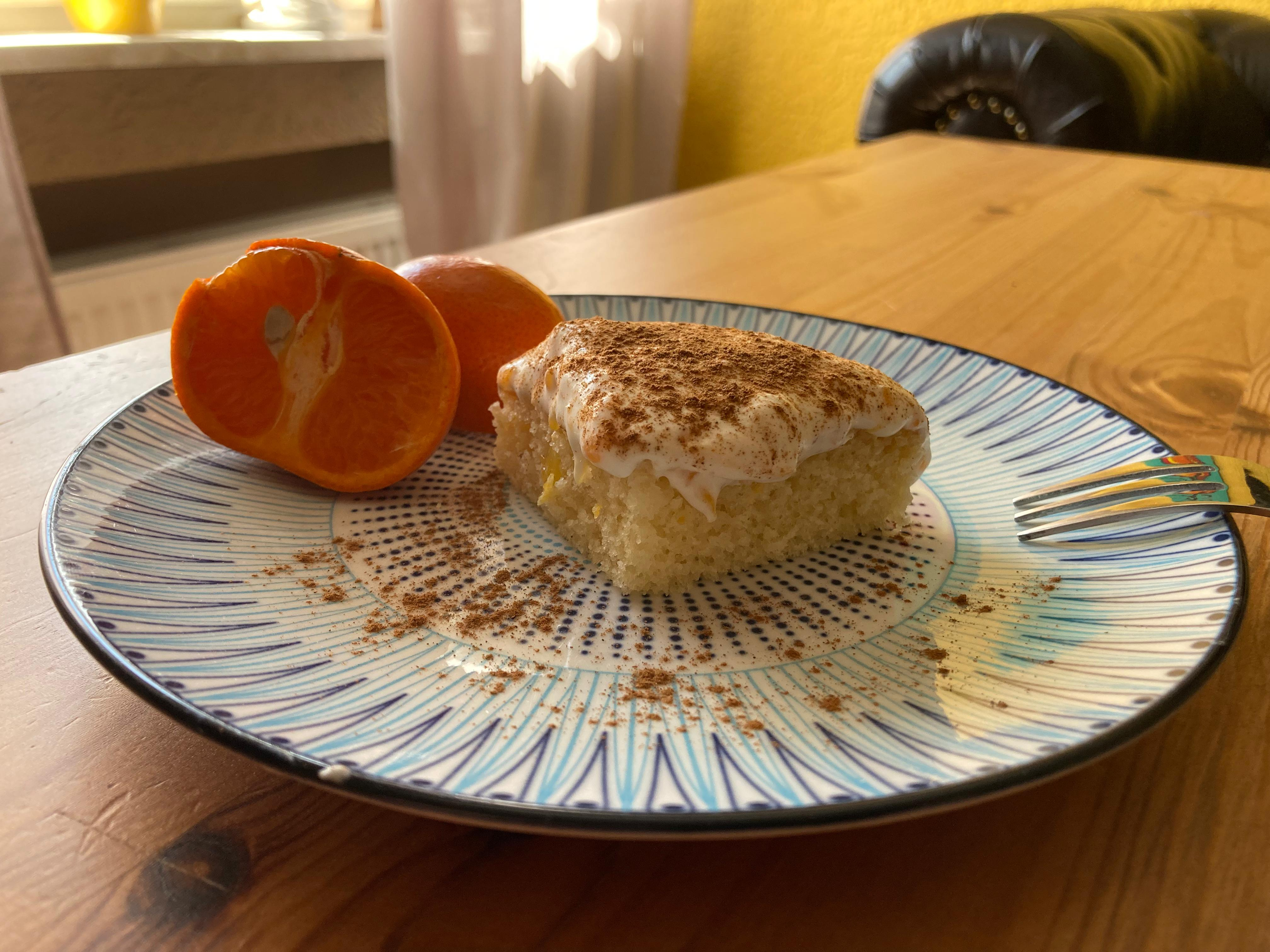
Gâteau Fanta à la cannelle

Des recettes similaires utilisent d’autres boissons gazeuses. Par exemple, en Allemagne, en utilisant du Sprite, on obtient du Spritekuchen, et Coca-Cola du Colakuchen. D'autres boissons comme la limonade peuvent faire du Limokuchen,.
Dans le sud des États-Unis, des gâteaux similaires à base de 7 Up, de Coca-Cola et de Dr Pepper sont apparus au milieu du XXe siècle,. Cracker Barrel a introduit le gâteau au cola dans son menu dans les années 1990, avec des itérations incluant le gâteau Coca-Cola au double chocolat fondant.
Plusieurs types de gâteaux à la bière sont également partiellement levés par la carbonatation naturelle de la bière.

## Ingrédients et mélange

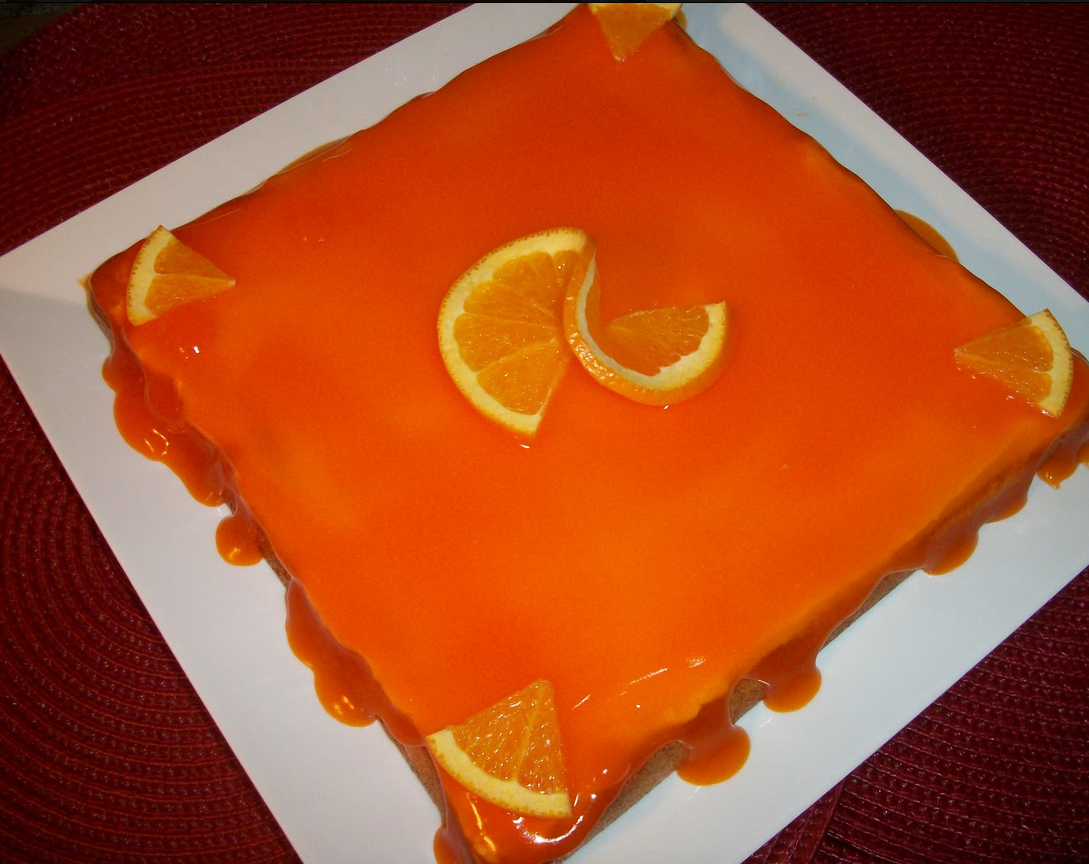
Gâteau Fanta avec glaçage à l'orange

La pâte à gâteau comprend généralement des ingrédients de base tels que de la farine, des œufs, du sucre, du beurre et du Fanta. Le soda aide à créer une texture légère et ajoute une saveur subtile d'orange, qui est ensuite complétée par une garniture riche, souvent composée de crème sure, de pudding à la vanille et de fruits. Certaines recettes incorporent également du zeste d’orange ou du glaçage aromatisé à l’orange pour amplifier les arômes d’agrumes.